# ウセルカフ

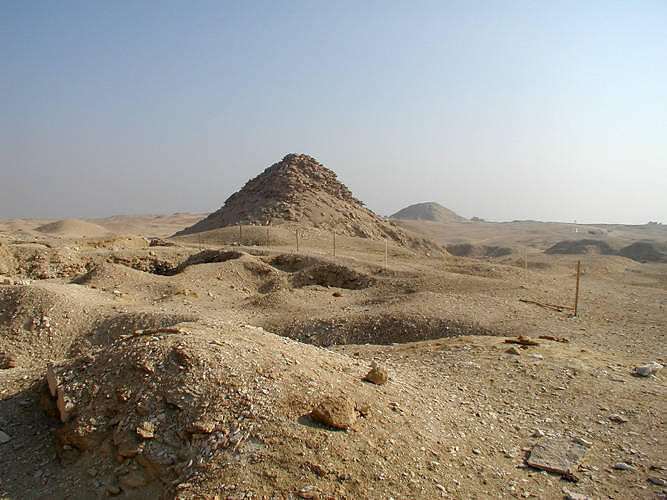
ウセルカフのピラミッド

ウセルカフ（Userkaf）は、エジプト第5王朝の創設者であり、アブシールに太陽の神殿を建設する伝統を開始した最初のファラオである。ウセルカフの名前は、「力強き魂」という意味である。紀元前2494年から紀元前2487年にかけてエジプトを治め、サッカラに「ウセルカフのピラミッド」を建設した。

## 概要
ウセルカフの母は、ネフェルヘテプだと考えられていた。しかしアブシールでの近年の発見では、ネフェルヘテプはサフラーの母でウセルカフの妻であったとされた。ケンタカウエス1世がウセルカフの母だった可能性もある。母ははっきり分かっていないが、ウセルカフはジェドエフラーの孫で、クフの後継者であったことは分かっている。
ウセルカフの胸像はエジプト考古学博物館で展示されている。頭像は、アブ・ゴラブにある5つの内1つめの太陽の神殿で発見された。ウセルカフの頭像は45cmの高さで、硬砂岩で作られていた。下エジプトの赤い王冠を被った古王国時代の君主の彫像はほとんどないことから、この彫像は特に重要なものであったと考えられている。頭像は1957年にドイツとスイスによる合同探検によって発見された。
彼は、サフラーとネフェリルカラーという2人のファラオの父親であったと考えられている。またウェストカー・パピルスの記述によると、第5王朝の最初の3人のファラオは全員ケンタカウエス1世の息子であったとも言われている。
『トリノ王名表』及びマネトの記述によると、彼は7年間統治した。

## 近年の脚色
ノーベル文学賞受賞者のエジプトの作家ナギーブ・マフフーズは、1938年に Afw al-malik Usirkaf: uqsusa misriya というタイトルのウセルカフに関する短編を出版した。この小説は、レイモンド・ストックによって King Userkaf's Forgiveness として翻訳され、Voices From the Other World という短編集に収められた。